# Bläuel
Der Bläuel (Trachinotus ovatus), auch Dreipunkt-Langflossen-Stachelmakrele oder Palometa genannt, ist eine Fischart aus der Familie der Trachinotidae, die im Ostatlantik von den britischen Inseln über den Golf von Biskaya und das Mittelmeer bis vor die Küste Angolas und selten auch in den Gewässern vor Skandinavien vorkommt. Die Art ist von geringer Bedeutung in der kommerziellen Fischerei, wird aber häufig geangelt und auch in Aquakultur und öffentlichen Aquarien gehalten.

## Gestalt
Wie alle Mitglieder der Gattung ist der Körper des Bläuel hochrückig und seitlich stark zusammengedrückt. Die Tiere erreichen eine Länge von durchschnittlich etwa 35 und maximal 70 Zentimetern, das dokumentierte Höchstgewicht liegt bei 2,8 Kilogramm. Sie sind oberseits dunkelgrün gefärbt, mit silbrigem Bauch und drei bis fünf senkrecht länglichen Flecken auf dem vorderen Teil der Seitenlinie. Diese ist fast gerade mit nur einer leichten Wölbung über den Brustflossen und weist keine verstärkten Schuppen am hinteren Ende auf. Die Rücken-, After- und Schwanzflosse haben schwarze Spitzen. Die Rückenflosse besteht aus einem vorderen Teil mit sechs einzeln stehenden Hartstrahlen und einem hinteren Teil mit einem Hart- und 23 bis 27 Weichstrahlen. Der hintere Teil ist etwa so lang wie die Afterflosse, die einen Hart- und 22 bis 25 Weichstrahlen aufweist und vor der zwei einzelne Hartstrahlen stehen. Die Brustflossen sind größer als die Bauchflossen, aber kleiner als der Kopf. Die Schwanzflosse ist tief gegabelt. Die Kiemenreuse weist 10 bis 19 Dornen auf dem oberen Arm und 22 bis 32 auf dem unteren Arm des ersten Kiemenbogens auf.

## Lebensweise
Bläuel halten sich vorwiegend in klarem Wasser in Ufernähe über sandigem Grund auf, wo sie Schwärme bilden. Jungtiere halten sich nachts häufig an felsigen Steilküsten auf. Als Nahrung dienen Fische, Weichtiere und Krustentiere.
Der Laich wird in den Sommermonaten abgegeben. Die Eier schwimmen im offenen Wasser.